# Kumpusaari (ö i Norra Savolax, Norra Savolax, lat 63,29, long 26,57)
Kumpusaari är en ö i Finland. Den ligger i sjön Pielavesi och i kommunen Pielavesi i den ekonomiska regionen  Övre Savolax ekonomiska region  och landskapet Norra Savolax, i den centrala delen av landet, 400 km norr om huvudstaden Helsingfors. Öns area är 26,1 hektar och dess största längd är 0,9 kilometer i nord-sydlig riktning.